# 津島雄二
津島 雄二（つしま ゆうじ、1930年〈昭和5年〉1月24日 - 2023年〈令和5年〉10月25日）は、日本の政治家、大蔵官僚。位階は正三位。
衆議院議員（11期）、厚生大臣（第71・84代）、衆議院予算委員長、自由民主党税制調査会長などを歴任。政界引退後は弁護士、税理士として活動した。
旧姓は志摩、上野。妻は作家太宰治（本名：津島修治）の長女・津島園子。長男は衆議院議員の津島淳。

## 生涯・人物
東京府出身。1953年に東京大学法学部法律学科卒業後、大蔵省に入省。大臣官房財務参事官室に配属。フルブライト奨学生としてアメリカのシラキュース大学に留学。その後、1963年に在フランス日本大使館1等書記官を務める。
1976年の初当選以来、宏池会（大平正芳→鈴木善幸→宮澤喜一派）に属していたが、1994年に下記の自民党離党に伴い離脱。
1990年2月、第2次海部内閣で厚生大臣に就任。
1994年、自社さ連立政権構想に反対し、海部俊樹を説得し、非自社さ連立の統一候補へと担ぎ上げる。内閣総理大臣指名選挙では非自民連立の統一候補となった海部俊樹を支持し、自民党を離党する。高志会を経て7月に自由改革連合に参加後、新進党には加わらず、無所属を経て1995年3月、自民党に復党。
復党後は平成研究会（小渕派）に加入。2000年7月、第2次森内閣で2度目の厚生大臣に就任。2005年11月4日、旧橋本派の後継会長に就任し、津島派を率いる。保守本流派閥と呼ばれた旧橋本派（竹下派→小渕派）の領袖に外様（元宮沢派）で出戻り（離党歴）という経歴を持つ津島が就任したことは自民党派閥の変化の一つとされている（ただし、宏池会も保守本流である）。平成研究会の人材不足の中、窮余の策として衆院の当選回数最多であった津島に白羽の矢が立ったのであった。このような事情と就任時75歳と高齢であったことから、会長とはいえ総裁候補という見方は全くなかった。
2006年には自民党税制調査会会長に就任。地方選出ながらふるさと納税には慎重な姿勢を示していた。
2008年11月19日、元厚生事務次官宅連続襲撃事件に関し、元厚生大臣として「厚生労働行政を批判してきた野党やマスコミの論調に原因の一端がある」との認識を示し、「厚生労働省の仕事の成果を評価できないような論評ばかり行われている。その結果、理不尽な行為につながったとすれば本当に残念だ」と述べた（この事件は後の捜査で政治的な目的のテロではないことが結論付けられたが、当時はマスコミなどを中心に年金テロとの見方が多かった）。
2009年7月19日、第45回衆議院議員総選挙に出馬しない意向を表明し、7月21日の衆議院解散に伴い、政界を引退した（後継として息子の淳が出馬）。こうした動きは週刊文春から「出世レースの敗北により転身した雇われマダム」「園子夫人頼みの平成無責任男」などと酷評された。なお、平成研の後任会長には額賀福志郎が就任した。
2023年10月25日、老衰のため、東京都内の病院で死去した。93歳没。死没日付をもって正三位に叙された。

## 経歴
- 東京府（東京都杉並区）生まれ
- 中野区立桃園第三尋常小学校（現在の中野区立桃花小学校）卒業
- 1946年3月 東京都立第一中学校（現 都立日比谷高校）卒業（4年卒業）
- 1949年3月 旧制第一高等学校卒業
- 1952年11月 司法試験合格
- 1953年3月 東京大学法学部卒業
- 1953年4月 大蔵省入省
- 1955年7月 フルブライト・プログラムを利用し、アメリカ留学（シラキューズ大学）
- 1959年 関東信越国税局信濃中野税務署長に就任
- 1963年-1967年 在フランス日本国大使館三等書記官として赴任（在任中に一等書記官まで昇格）
  - 在仏時代に、のちの大平内閣時代に、初めて消費税の前身である一般消費税導入案の先駆けとなるレポートを作成。時の次官大倉真隆以下大蔵省が財政再建のために、津島の現地調査レポートを基とした一般消費税導入案を大平正芳首相に、この時はじめて提案した[11]。
- 1964年5月 赴任先のフランス・パリで結婚
- 1969年8月 日本専売公社管理調整本部総務課長に就任
- 1971年7月 大蔵省大臣官房参事官に就任
- 1972年7月 国税庁直税部法人税課長に就任
- 1974年11月 大蔵省大臣官房参事官に就任
- 1974年12月 大蔵省を退官
- 1976年12月 衆議院議員初当選（以後連続11回当選）
- 1981年12月 厚生政務次官に就任[3]
- 1983年12月 運輸政務次官に就任[3]
- 1987年11月 自民党経理局長に就任
- 1988年12月 衆議院社会労働委員長に就任
- 1990年2月 第2次海部内閣で厚生大臣に就任
- 1993年7月 自民党政務調査会会長代理に就任（橋本龍太郎政調会長）
- 2000年7月 第2次森内閣で厚生大臣に就任
- 2002年1月 衆議院予算委員長に就任
- 2003年11月 自民党税制調査会会長に就任
- 2004年1月 衆議院予算委員長に就任
- 2005年2月 第一東京弁護士会に弁護士登録（田辺総合法律事務所所属）
- 2005年11月 津島派（平成研究会）会長に就任
- 2006年11月 自民党税制調査会会長に就任
- 2009年7月 第45回衆議院議員総選挙に出馬せず、政界を引退。11月3日、秋の叙勲において旭日大綬章を受章[12]
- 2010年2月 税理士登録（東京税理士会・麹町支部所属）
- 2010年4月 株式会社新生銀行顧問
- 2011年6月 フランス政府よりレジオンドヌール勲章オフィシエを受章[3]
- 2023年10月25日 死去[1]

## 政策
- 選択的夫婦別姓制度導入に賛成[13]。

## 家族・親族
旧姓は志摩（父方姓）、上野（母方姓、3歳から）。
妻は作家太宰治（本名：津島修治）の長女・津島園子である。衆議院議員の津島淳は長男。元衆議院議員の津島恭一は遠戚にあたる。
- 岳父：太宰治（作家）
- 岳母：津島美知子
- 義伯父：津島文治（政治家）
- 義妹：津島佑子（作家）
- 義妹：太田治子（作家）
- 長男：津島淳（政治家）

|          |          |          |          |          |          |  |  |          |          |          |          |          |          |  |  |            |            |            |            |            |            |  |  |          |          |          |          |          |          |  |  |
|          |          |          |          |          |          |  |  |          |          |          |          |          |          |  |  |            |            |            |            |            |            |  |  |          |          |          |          |          |          |  |  |
| 太田静子 | 太田静子 | 太田静子 | 太田静子 | 太田静子 | 太田静子 |  |  | 太宰治   | 太宰治   | 太宰治   | 太宰治   | 太宰治   | 太宰治   |  |  | 津島美知子 | 津島美知子 | 津島美知子 | 津島美知子 | 津島美知子 | 津島美知子 |  |  | 津島文治 | 津島文治 | 津島文治 | 津島文治 | 津島文治 | 津島文治 |  |  |
| 太田静子 | 太田静子 | 太田静子 | 太田静子 | 太田静子 | 太田静子 |  |  | 太宰治   | 太宰治   | 太宰治   | 太宰治   | 太宰治   | 太宰治   |  |  | 津島美知子 | 津島美知子 | 津島美知子 | 津島美知子 | 津島美知子 | 津島美知子 |  |  | 津島文治 | 津島文治 | 津島文治 | 津島文治 | 津島文治 | 津島文治 |  |  |
|          |          |          |          |          |          |  |  |          |          |          |          |          |          |  |  |            |            |            |            |            |            |  |  |          |          |          |          |          |          |  |  |
|          |          |          |          |          |          |  |  |          |          |          |          |          |          |  |  |            |            |            |            |            |            |  |  |          |          |          |          |          |          |  |  |
| 太田治子 | 太田治子 | 太田治子 | 太田治子 | 太田治子 | 太田治子 |  |  | 津島佑子 | 津島佑子 | 津島佑子 | 津島佑子 | 津島佑子 | 津島佑子 |  |  | 津島園子   | 津島園子   | 津島園子   | 津島園子   | 津島園子   | 津島園子   |  |  | 津島雄二 | 津島雄二 | 津島雄二 | 津島雄二 | 津島雄二 | 津島雄二 |  |  |
| 太田治子 | 太田治子 | 太田治子 | 太田治子 | 太田治子 | 太田治子 |  |  | 津島佑子 | 津島佑子 | 津島佑子 | 津島佑子 | 津島佑子 | 津島佑子 |  |  | 津島園子   | 津島園子   | 津島園子   | 津島園子   | 津島園子   | 津島園子   |  |  | 津島雄二 | 津島雄二 | 津島雄二 | 津島雄二 | 津島雄二 | 津島雄二 |  |  |
|          |          |          |          |          |          |  |  |          |          |          |          |          |          |  |  |            |            |            |            |            |            |  |  |          |          |          |          |          |          |  |  |
|          |          |          |          |          |          |  |  |          |          |          |          |          |          |  |  |            |            |            |            | 津島淳     |            |  |  |          |          |          |          |          |          |  |  |

- そのほかにも、津島康一（義従兄）など遠縁の著名人が多数いるが、ここでは津島雄二の親族に該当する者を中心に図示した。

## 所属していた団体・議員連盟
- 禁煙推進議員連盟（会長）
- たばこと健康を考える議員連盟
- 国際連帯税創設を求める議員連盟
- 日韓議員連盟
- 神道政治連盟国会議員懇談会
- 日仏友好議員連盟（会長）[3]